# Hephaestus epirrhinos
Hephaestus epirrhinos és una espècie de peix pertanyent a la família dels terapòntids.

## Descripció
- Pot arribar a fer 42 cm de llargària màxima.[4][5]

## Alimentació
Es nodreix de crustacis, insectes i peixets.

## Hàbitat
És un peix d'aigua dolça, bentopelàgic i de clima tropical (13°S-15°S).

## Distribució geogràfica
Es troba a Austràlia.

## Observacions
És inofensiu per als humans.